# Hilmi Bani
Hilmi Bani (ur. 18 września 1942 we Wlorze, zm. 23 września 2014 w Lecce) – albański malarz i pisarz.

## Życiorys
W roku 1962 ukończył naukę w szkole artystycznej Jordan Misja w Tiranie. Studiował malarstwo w stołecznym Instytucie Sztuk Pięknych. Praca dyplomowa, obroniona w 1967 była poświęcona bitwie o Wlorę w 1920. Po studiach Hilmi Bani pracował jako nauczyciel rysunku w liceum artystycznym we Wlorze, w latach 1998-2000 pełniąc funkcję dyrektora szkoły. W latach 70. związany z grupą artystyczną działającą we Wlorze (Shkolla e Vlorës). Był jednym z założycieli Stowarzyszenia Pisarzy i Artystów we Wlorze. Prowadził także wykłady dla studentów Uniwersytetu Ismail Qemali we Wlorze.
Był żonaty (żona Vitori z d. Xhuveli), miał dwoje dzieci. We wrześniu 2014, ciężko ranny po zderzeniu z rowerem we Wlorze, zmarł w szpitalu w Lecce.

## Twórczość
W twórczości Baniego dominowały obrazy o tematyce historycznej i pejzaże, a także obrazy z życia codziennego, utrzymane w konwencji socrealistycznej. Pięć obrazów artysty z lat 1970-1981 znajduje się w zbiorach Narodowej Galerii Sztuki w Tiranie. Po upadku komunizmu pozostał wierny tematyce historycznej. Był laureatem nagrody przyznawanej corocznie artystom przez miesięcznik literacki Nendori (Listopad). Pozostawił po sobie także publikacje poświęcone artystom pochodzącym z Wlory.